# Orphniospora
Orphniospora Körb  (węglik) – rodzaj grzybów z rodziny Fuscideaceae. Ze względu na współżycie z glonami zaliczany jest do grupy porostów.

## Systematyka i nazewnictwo
Pozycja w klasyfikacji według Index Fungorum: Fuscideaceae, Incertae sedis, Lecanoromycetidae, Lecanoromycetes, Pezizomycotina, Ascomycota, Fungi.
Synonim nazwy naukowej: Orphniosporomyces Cif. & Tomas.
Nazwa polska według opracowania W. Fałtynowicza.

## Gatunki
- Orphniospora groenlandica Körb. 1874
- Orphniospora moriopsis (A. Massal.) D. Hawksw. 1982 – węglik czarny
- Orphniospora moriopsoides (Vain.) Vitik., Ahti, Kuusinen, Lommi & T. Ulvinen 1997[4]
- Orphniospora mosigii (Körb.) Hertel & Rambold 1988[4] – węglik czarniawy

Nazwy naukowe na podstawie Index Fungorum.  Nazwy polskie według W. Fałtynowicza.